# Liste der Nummer-eins-Hits in den Niederlanden (2007)
Dies ist eine Liste der Nummer-eins-Hits in den Niederlanden im Jahr 2007. Sie basiert auf den Nederlandse Top 40 von Radio 538 (Singles) bzw. den von der GfK ermittelten Dutch Album Top 100 dieses Jahres.
In diesem Jahr gab es 19 Nummer-eins-Singles und 28 Nummer-eins-Alben.

## Singles
| ← 2006 ← | Liste der Nummer-eins-Hits in den Niederlanden | Liste der Nummer-eins-Hits in den Niederlanden | Liste der Nummer-eins-Hits in den Niederlanden                                                                                | 2008 → |
| \| Zeitraum \| Wo. ges. \| Interpret \| Titel Autor(en) \| Zusätzliche Informationen \| \| (Zeitraum, Wochen auf Platz eins, Interpret, Titel, Autor[en], zusätzliche Informationen) \| \| \| \| \| \| ----------------------------------------------------------------------------------------- \| -------- \| --------------------------------- \| ----------------------------------------------------------------------------------------------------------------------------- \| ------------------------------------------------------------------------------------------------------------------------------------------------------------------------------------------------------------ \| \| 9. Dezember 2006 – 12. Januar 2007 5 Wochen \| 5 \| Jan Smit \| Cupido Simon Nicolaas Keizer, Johannes H. M. Smit \| – \| \| 13. Januar 2007 – 19. Januar 2007 1 Woche \| 1 \| XYP \| Body to Body Jeremy Peter Godfrey, Karen Ann Poole, Martin Terefe \| – \| \| 20. Januar 2007 – 2. Februar 2007 2 Wochen \| 2 \| U2 \| Window in the Skies Paul David Hewson, David Evans, Larry Mullen, Adam Clayton \| – \| \| 3. Februar 2007 – 9. Februar 2007 1 Woche \| 1 \| Nienke \| Het Huis Anubis Gert Verhulst, Hans Bourlon, Johan Vanden Eede \| – \| \| 10. Februar 2007 – 23. Februar 2007 2 Wochen \| 2 \| Nelly Furtado \| All Good Things (Come to an End) Nelly Kim Furtado, Timothy Z. Mosley, Floyd Nathaniel Hills, Christopher Anthony John Martin \| – \| \| 24. Februar 2007 – 9. März 2007 2 Wochen \| 2 \| Theo Maassen & de Kapotte Kontjes \| Lauwe pis Musik: Alphonses J. Merkies; Text: Theodorus W. Maassen \| – \| \| 10. März 2007 – 30. März 2007 3 Wochen \| 3 \| Sharon Kips \| Heartbreak Away Niklas Anders Johansson, Marjorie Maye, Sigurd Heimdal Rosnes \| Die 23-jährige Sängerin gewinnt die erste Ausgabe von The X Factor in den Niederlanden und bringt die erste Single an die Chartspitze. Nach einem Top-10-Album ist ihre Chartkarriere aber wieder vorbei.[1] \| \| 31. März 2007 – 13. April 2007 2 Wochen \| 2 \| Jeckyll & Hyde \| Freefall Maarten M. Vorwerk, Ruud van IJperen \| – \| \| 14. April 2007 – 20. April 2007 1 Woche \| 1 \| Jan Smit \| Op weg naar geluk Musik: Simon Nicolaas Keizer, Johannes H. M. Smit; Text: Jaap Kwakman \| – \| \| 21. April 2007 – 4. Mai 2007 2 Wochen \| 2 \| Guus Meeuwis \| Tranen gelachen Jan Willem M. Rozenboom, Gustaaf S. M. Meeuwis, Jan Willem Marie Roy \| – \| \| 5. Mai 2007 – 25. Mai 2007 3 Wochen \| 3 \| Beyoncé & Shakira \| Beautiful Liar Amanda Ghost, Ian Alec Harvey Dench, Beyoncé Gisselle Knowles, Mikkel Storleer Eriksen, Tor Erik Hermansen \| – \| \| 26. Mai 2007 – 10. August 2007 11 Wochen \| 11 \| André Hazes & Gerard Joling \| Blijf bij mij (Dit zijn voor mij de allermooiste uren) Daniele Pace, Paolo Barabani, Enzo Ghinazzi, André G. Hazes \| – \| \| 11. August 2007 – 24. August 2007 2 Wochen \| 2 \| Jeroen van der Boom \| Jij bent zo Original: Kike Santander; niederländischer Text: Tony Teunes Neef \| – \| \| 25. August 2007 – 12. Oktober 2007 7 Wochen \| 7 \| Mika \| Relax, Take It Easy Nicholas Eede, Michael Holbrook Penniman \| – \| \| 13. Oktober 2007 – 2. November 2007 3 Wochen \| 3 \| André Hazes & André Hazes jr. \| Bedankt mijn vriend Musik: Jacobus H. P. Verburgt; Text: Andre G. Hazes \| – \| \| 3. November 2007 – 30. November 2007 4 Wochen \| 4 \| Jan Smit \| Dan volg je haar benen Musik: Cees Tol, Thomas Tol; Text: Simon Nicolaas Keizer, Johannes H. M. Smit \| – \| \| 1. Dezember 2007 – 14. Dezember 2007 2 Wochen \| 2 \| Rihanna \| Don’t Stop the Music Michael J. Jackson, Frankie Storm, Tor Erik Hermansen, Mikkel Storleer Eriksen \| – \| \| 15. Dezember 2007 – 28. Dezember 2007 2 Wochen \| 2 \| Jeroen van der Boom \| Eén wereld Daniel Björn Gibson, Henri C. G. Kooreneef \| – \| \| 29. Dezember 2007 – 25. Januar 2008 4 Wochen \| 4 \| Timbaland presents OneRepublic \| Apologize Ryan B. Tedder \| – \| |                                                |                                                | | |
| ← 2006 |                                                |                                                | | → 2008 → |
| Zeitraum | Wo. ges.                                       | Interpret                                      | Titel Autor(en) | Zusätzliche Informationen |
| (Zeitraum, Wochen auf Platz eins, Interpret, Titel, Autor[en], zusätzliche Informationen) |                                                |                                                | | |
| 9. Dezember 2006 – 12. Januar 2007 5 Wochen | 5                                              | Jan Smit                                       | Cupido Simon Nicolaas Keizer, Johannes H. M. Smit                                                                             | – |
| 13. Januar 2007 – 19. Januar 2007 1 Woche | 1                                              | XYP                                            | Body to Body Jeremy Peter Godfrey, Karen Ann Poole, Martin Terefe                                                             | – |
| 20. Januar 2007 – 2. Februar 2007 2 Wochen | 2                                              | U2                                             | Window in the Skies Paul David Hewson, David Evans, Larry Mullen, Adam Clayton                                                | – |
| 3. Februar 2007 – 9. Februar 2007 1 Woche | 1                                              | Nienke                                         | Het Huis Anubis Gert Verhulst, Hans Bourlon, Johan Vanden Eede                                                                | – |
| 10. Februar 2007 – 23. Februar 2007 2 Wochen | 2                                              | Nelly Furtado                                  | All Good Things (Come to an End) Nelly Kim Furtado, Timothy Z. Mosley, Floyd Nathaniel Hills, Christopher Anthony John Martin | – |
| 24. Februar 2007 – 9. März 2007 2 Wochen | 2                                              | Theo Maassen & de Kapotte Kontjes              | Lauwe pis Musik: Alphonses J. Merkies; Text: Theodorus W. Maassen                                                             | – |
| 10. März 2007 – 30. März 2007 3 Wochen | 3                                              | Sharon Kips                                    | Heartbreak Away Niklas Anders Johansson, Marjorie Maye, Sigurd Heimdal Rosnes                                                 | Die 23-jährige Sängerin gewinnt die erste Ausgabe von The X Factor in den Niederlanden und bringt die erste Single an die Chartspitze. Nach einem Top-10-Album ist ihre Chartkarriere aber wieder vorbei. |
| 31. März 2007 – 13. April 2007 2 Wochen | 2                                              | Jeckyll & Hyde                                 | Freefall Maarten M. Vorwerk, Ruud van IJperen                                                                                 | – |
| 14. April 2007 – 20. April 2007 1 Woche | 1                                              | Jan Smit                                       | Op weg naar geluk Musik: Simon Nicolaas Keizer, Johannes H. M. Smit; Text: Jaap Kwakman                                       | – |
| 21. April 2007 – 4. Mai 2007 2 Wochen | 2                                              | Guus Meeuwis                                   | Tranen gelachen Jan Willem M. Rozenboom, Gustaaf S. M. Meeuwis, Jan Willem Marie Roy                                          | – |
| 5. Mai 2007 – 25. Mai 2007 3 Wochen | 3                                              | Beyoncé & Shakira                              | Beautiful Liar Amanda Ghost, Ian Alec Harvey Dench, Beyoncé Gisselle Knowles, Mikkel Storleer Eriksen, Tor Erik Hermansen     | – |
| 26. Mai 2007 – 10. August 2007 11 Wochen | 11                                             | André Hazes & Gerard Joling                    | Blijf bij mij (Dit zijn voor mij de allermooiste uren) Daniele Pace, Paolo Barabani, Enzo Ghinazzi, André G. Hazes            | – |
| 11. August 2007 – 24. August 2007 2 Wochen | 2                                              | Jeroen van der Boom                            | Jij bent zo Original: Kike Santander; niederländischer Text: Tony Teunes Neef                                                 | – |
| 25. August 2007 – 12. Oktober 2007 7 Wochen | 7                                              | Mika                                           | Relax, Take It Easy Nicholas Eede, Michael Holbrook Penniman                                                                  | – |
| 13. Oktober 2007 – 2. November 2007 3 Wochen | 3                                              | André Hazes & André Hazes jr.                  | Bedankt mijn vriend Musik: Jacobus H. P. Verburgt; Text: Andre G. Hazes                                                       | – |
| 3. November 2007 – 30. November 2007 4 Wochen | 4                                              | Jan Smit                                       | Dan volg je haar benen Musik: Cees Tol, Thomas Tol; Text: Simon Nicolaas Keizer, Johannes H. M. Smit                          | – |
| 1. Dezember 2007 – 14. Dezember 2007 2 Wochen | 2                                              | Rihanna                                        | Don’t Stop the Music Michael J. Jackson, Frankie Storm, Tor Erik Hermansen, Mikkel Storleer Eriksen                           | – |
| 15. Dezember 2007 – 28. Dezember 2007 2 Wochen | 2                                              | Jeroen van der Boom                            | Eén wereld Daniel Björn Gibson, Henri C. G. Kooreneef                                                                         | – |
| 29. Dezember 2007 – 25. Januar 2008 4 Wochen | 4                                              | Timbaland presents OneRepublic                 | Apologize Ryan B. Tedder | – |

## Alben
| ← 2006 ← | Liste der Nummer-eins-Hits in den Niederlanden | Liste der Nummer-eins-Hits in den Niederlanden | Liste der Nummer-eins-Hits in den Niederlanden | 2008 →                    |
| \| Zeitraum \| Wo. ges. \| Interpret \| Titel \| Zusätzliche Informationen \| \| (Zeitraum, Wochen auf Platz eins, Interpret, Titel, zusätzliche Informationen) \| \| \| \| \| \| ------------------------------------------------------------------------------ \| -------- \| ---------------------- \| ----------------------------- \| ------------------------- \| \| 23. Dezember 2006 – 5. Januar 2007 2 Wochen \| 2 \| Il Divo \| Siempre \| – \| \| 6. Januar 2007 – 26. Januar 2007 3 Wochen (insgesamt 6) \| 6 \| Trijntje Oosterhuis \| The Look of Love \| – \| \| 27. Januar 2007 – 2. Februar 2007 1 Woche \| 1 \| Boudewijn de Groot \| Lage Landen \| – \| \| 3. Februar 2007 – 2. März 2007 4 Wochen (insgesamt 5) \| 5 \| Norah Jones \| Not Too Late \| – \| \| 3. März 2007 – 9. März 2007 1 Woche \| 1 \| Kaiser Chiefs \| Yours Truly, Angry Mob \| – \| \| 10. März 2007 – 16. März 2007 1 Woche (insgesamt 5) \| 5 \| Norah Jones \| Not Too Late \| – \| \| 17. März 2007 – 23. März 2007 1 Woche \| 1 \| Within Temptation \| The Heart of Everything \| – \| \| 24. März 2007 – 30. März 2007 1 Woche \| 1 \| VanVelzen \| Unwind \| – \| \| 31. März 2007 – 6. April 2007 1 Woche \| 1 \| Joss Stone \| Introducing … Joss Stone \| – \| \| 7. April 2007 – 13. April 2007 1 Woche \| 1 \| Gerard Joling \| Maak me gek \| – \| \| 14. April 2007 – 27. April 2007 2 Wochen \| 2 \| DJ Tiësto \| Elements of Life \| – \| \| 28. April 2007 – 27. April 2007 1 Woche \| 1 \| Arctic Monkeys \| Favourite Worst Nightmare \| – \| \| 28. April 2007 – 15. Juni 2007 7 Wochen (insgesamt 9) \| 9 \| Michael Bublé \| Call Me Irresponsible \| – \| \| 16. Juni 2007 – 22. Juni 2007 1 Woche \| 1 \| Bon Jovi \| Lost Highway \| – \| \| 23. Juni 2007 – 6. Juli 2007 2 Wochen (insgesamt 9) \| 9 \| Michael Bublé \| Call Me Irresponsible \| – \| \| 7. Juli 2007 – 13. Juli 2007 1 Woche \| 1 \| Dolly Dots \| Reunieconcert Ahoy 2007 \| – \| \| 14. Juli 2007 – 20. Juli 2007 1 Woche (insgesamt 9) \| 9 \| Michael Bublé \| Call Me Irresponsible \| – \| \| 21. Juli 2007 – 27. Juli 2007 1 Woche (insgesamt 3) \| 3 \| BZN (Band Zonder Naam) \| Adieu BZN – The Last Concert \| – \| \| 28. Juli 2007 – 3. August 2007 1 Woche \| 1 \| Gerard – René − Gordon \| Toppers in Concert 2007 \| – \| \| 4. August 2007 – 17. August 2007 2 Wochen (insgesamt 3) \| 3 \| BZN (Band Zonder Naam) \| Adieu BZN – The Last Concert \| – \| \| 18. August 2007 – 24. August 2007 1 Woche \| 1 \| Mika \| Life in Cartoon Motion \| – \| \| 25. August 2007 – 31. August 2007 1 Woche \| 1 \| Elvis Presley \| The Complete Dutch Collection \| – \| \| 1. September 2007 – 7. September 2007 1 Woche \| 1 \| Jannes \| Mijn naam is … Jannes \| – \| \| 8. September 2007 – 14. September 2007 1 Woche \| 1 \| Marianne Weber \| Tranen van geluk \| – \| \| 15. September 2007 – 21. September 2007 1 Woche \| 1 \| Gloria Estefan \| 90 millas \| – \| \| 22. September 2007 – 28. September 2007 1 Woche \| 1 \| Guus Meeuwis \| Hemel nr. 7 \| – \| \| 29. September 2007 – 5. Oktober 2007 1 Woche \| 1 \| Nick & Simon \| Vandaag \| – \| \| 6. Oktober 2007 – 2. November 2007 4 Wochen \| 4 \| Katie Melua \| Pictures \| – \| \| 3. November 2007 – 9. November 2007 1 Woche \| 1 \| Eagles \| Long Road Out of Eden \| – \| \| 10. November 2007 – 30. November 2007 3 Wochen \| 3 \| André Hazes jr. \| Samen met Dré \| – \| \| 1. Dezember 2007 – 7. Dezember 2007 1 Woche \| 1 \| Anouk \| Who’s Your Momma \| – \| \| 8. Dezember 2007 – 18. Januar 2008 6 Wochen \| 6 \| Paul de Leeuw \| Symphonica in Rosso \| – \| |                                                |                                                |                                                |                           |
| ← 2006 |                                                |                                                |                                                | → 2008 →                  |
| Zeitraum | Wo. ges.                                       | Interpret                                      | Titel                                          | Zusätzliche Informationen |
| (Zeitraum, Wochen auf Platz eins, Interpret, Titel, zusätzliche Informationen) |                                                |                                                |                                                |                           |
| 23. Dezember 2006 – 5. Januar 2007 2 Wochen | 2                                              | Il Divo                                        | Siempre                                        | –                         |
| 6. Januar 2007 – 26. Januar 2007 3 Wochen (insgesamt 6) | 6                                              | Trijntje Oosterhuis                            | The Look of Love                               | –                         |
| 27. Januar 2007 – 2. Februar 2007 1 Woche | 1                                              | Boudewijn de Groot                             | Lage Landen                                    | –                         |
| 3. Februar 2007 – 2. März 2007 4 Wochen (insgesamt 5) | 5                                              | Norah Jones                                    | Not Too Late                                   | –                         |
| 3. März 2007 – 9. März 2007 1 Woche | 1                                              | Kaiser Chiefs                                  | Yours Truly, Angry Mob                         | –                         |
| 10. März 2007 – 16. März 2007 1 Woche (insgesamt 5) | 5                                              | Norah Jones                                    | Not Too Late                                   | –                         |
| 17. März 2007 – 23. März 2007 1 Woche | 1                                              | Within Temptation                              | The Heart of Everything                        | –                         |
| 24. März 2007 – 30. März 2007 1 Woche | 1                                              | VanVelzen                                      | Unwind                                         | –                         |
| 31. März 2007 – 6. April 2007 1 Woche | 1                                              | Joss Stone                                     | Introducing … Joss Stone                       | –                         |
| 7. April 2007 – 13. April 2007 1 Woche | 1                                              | Gerard Joling                                  | Maak me gek                                    | –                         |
| 14. April 2007 – 27. April 2007 2 Wochen | 2                                              | DJ Tiësto                                      | Elements of Life                               | –                         |
| 28. April 2007 – 27. April 2007 1 Woche | 1                                              | Arctic Monkeys                                 | Favourite Worst Nightmare                      | –                         |
| 28. April 2007 – 15. Juni 2007 7 Wochen (insgesamt 9) | 9                                              | Michael Bublé                                  | Call Me Irresponsible                          | –                         |
| 16. Juni 2007 – 22. Juni 2007 1 Woche | 1                                              | Bon Jovi                                       | Lost Highway                                   | –                         |
| 23. Juni 2007 – 6. Juli 2007 2 Wochen (insgesamt 9) | 9                                              | Michael Bublé                                  | Call Me Irresponsible                          | –                         |
| 7. Juli 2007 – 13. Juli 2007 1 Woche | 1                                              | Dolly Dots                                     | Reunieconcert Ahoy 2007                        | –                         |
| 14. Juli 2007 – 20. Juli 2007 1 Woche (insgesamt 9) | 9                                              | Michael Bublé                                  | Call Me Irresponsible                          | –                         |
| 21. Juli 2007 – 27. Juli 2007 1 Woche (insgesamt 3) | 3                                              | BZN (Band Zonder Naam)                         | Adieu BZN – The Last Concert                   | –                         |
| 28. Juli 2007 – 3. August 2007 1 Woche | 1                                              | Gerard – René − Gordon                         | Toppers in Concert 2007                        | –                         |
| 4. August 2007 – 17. August 2007 2 Wochen (insgesamt 3) | 3                                              | BZN (Band Zonder Naam)                         | Adieu BZN – The Last Concert                   | –                         |
| 18. August 2007 – 24. August 2007 1 Woche | 1                                              | Mika                                           | Life in Cartoon Motion                         | –                         |
| 25. August 2007 – 31. August 2007 1 Woche | 1                                              | Elvis Presley                                  | The Complete Dutch Collection                  | –                         |
| 1. September 2007 – 7. September 2007 1 Woche | 1                                              | Jannes                                         | Mijn naam is … Jannes                          | –                         |
| 8. September 2007 – 14. September 2007 1 Woche | 1                                              | Marianne Weber                                 | Tranen van geluk                               | –                         |
| 15. September 2007 – 21. September 2007 1 Woche | 1                                              | Gloria Estefan                                 | 90 millas                                      | –                         |
| 22. September 2007 – 28. September 2007 1 Woche | 1                                              | Guus Meeuwis                                   | Hemel nr. 7                                    | –                         |
| 29. September 2007 – 5. Oktober 2007 1 Woche | 1                                              | Nick & Simon                                   | Vandaag                                        | –                         |
| 6. Oktober 2007 – 2. November 2007 4 Wochen | 4                                              | Katie Melua                                    | Pictures                                       | –                         |
| 3. November 2007 – 9. November 2007 1 Woche | 1                                              | Eagles                                         | Long Road Out of Eden                          | –                         |
| 10. November 2007 – 30. November 2007 3 Wochen | 3                                              | André Hazes jr.                                | Samen met Dré                                  | –                         |
| 1. Dezember 2007 – 7. Dezember 2007 1 Woche | 1                                              | Anouk                                          | Who’s Your Momma                               | –                         |
| 8. Dezember 2007 – 18. Januar 2008 6 Wochen | 6                                              | Paul de Leeuw                                  | Symphonica in Rosso                            | –                         |

## Jahreshitparaden
| ← 2006 ← | Liste der Nummer-eins-Hits in den Niederlanden | Liste der Nummer-eins-Hits in den Niederlanden                                       | Liste der Nummer-eins-Hits in den Niederlanden | 2008 →   |
| \| Singles \| Position# \| Alben \| \| ---------------------------------------------------------------------------------------------------------------------------------------------- \| --------- \| ------------------------------------------------------------------------------------ \| \| Jij bent zo Jeroen van der Boom Original: Kike Santander; niederländischer Text: Tony Teunes Neef \| 1 \| Pictures Katie Melua \| \| Blijf bij mij (Dit zijn voor mij de allermooiste uren) André Hazes & Gerard Joling Daniele Pace, Paolo Barabani, Enzo Ghinazzi, André G. Hazes \| 2 \| Call Me Irresponsible Michael Bublé \| \| Freefall Jeckyll & Hyde Maarten M. Vorwerk, Ruud van IJperen \| 3 \| Samen met Dré André Hazes \| \| Say It Right Nelly Furtado Nelly Kim Furtado, Timothy Z. Mosley, Floyd Nathaniel Hills \| 4 \| Back to Black Amy Winehouse \| \| Relax, Take It Easy Mika Nicholas Eede, Michael Holbrook Penniman \| 5 \| Symphonica in Rosso Paul de Leeuw \| \| Grace Kelly Mika Jodi Marr, Dan Warner, John Holt Merchant III, Michael Holbrook Penniman \| 6 \| Life in Cartoon Motion Mika \| \| Big Girls Don’t Cry Fergie Stacy Ferguson, Tobias Gad \| 7 \| Who’s Your Momma Anouk \| \| Umbrella Rihanna feat. Jay-Z Thaddis Laphonia Harrell Jr., Shawn C. Carter, Christopher A. Stewart, Terius Youngdell Nash \| 8 \| Not Too Late Norah Jones \| \| Do You Know? (The Ping Pong Song) Enrique Iglesias Brian J. Kidd, Sean Garrett, Enrique M. Iglesias \| 9 \| Vandaag Nick & Simon \| \| Beautiful Liar Beyoncé & Shakira Amanda Ghost, Ian Alec Harvey Dench, Beyoncé Gisselle Knowles, Mikkel Storleer Eriksen, Tor Erik Hermansen \| 10 \| The Look of Love – Burt Bacharach Songbook Trijntje Oosterhuis & Metropole Orchestra \| |                                                |                                                                                      |                                                |          |
| ← 2006 |                                                |                                                                                      |                                                | → 2008 → |
| Singles | Position#                                      | Alben                                                                                |                                                |          |
| Jij bent zo Jeroen van der Boom Original: Kike Santander; niederländischer Text: Tony Teunes Neef | 1                                              | Pictures Katie Melua                                                                 |                                                |          |
| Blijf bij mij (Dit zijn voor mij de allermooiste uren) André Hazes & Gerard Joling Daniele Pace, Paolo Barabani, Enzo Ghinazzi, André G. Hazes | 2                                              | Call Me Irresponsible Michael Bublé                                                  |                                                |          |
| Freefall Jeckyll & Hyde Maarten M. Vorwerk, Ruud van IJperen | 3                                              | Samen met Dré André Hazes                                                            |                                                |          |
| Say It Right Nelly Furtado Nelly Kim Furtado, Timothy Z. Mosley, Floyd Nathaniel Hills | 4                                              | Back to Black Amy Winehouse                                                          |                                                |          |
| Relax, Take It Easy Mika Nicholas Eede, Michael Holbrook Penniman | 5                                              | Symphonica in Rosso Paul de Leeuw                                                    |                                                |          |
| Grace Kelly Mika Jodi Marr, Dan Warner, John Holt Merchant III, Michael Holbrook Penniman | 6                                              | Life in Cartoon Motion Mika                                                          |                                                |          |
| Big Girls Don’t Cry Fergie Stacy Ferguson, Tobias Gad | 7                                              | Who’s Your Momma Anouk                                                               |                                                |          |
| Umbrella Rihanna feat. Jay-Z Thaddis Laphonia Harrell Jr., Shawn C. Carter, Christopher A. Stewart, Terius Youngdell Nash | 8                                              | Not Too Late Norah Jones                                                             |                                                |          |
| Do You Know? (The Ping Pong Song) Enrique Iglesias Brian J. Kidd, Sean Garrett, Enrique M. Iglesias | 9                                              | Vandaag Nick & Simon                                                                 |                                                |          |
| Beautiful Liar Beyoncé & Shakira Amanda Ghost, Ian Alec Harvey Dench, Beyoncé Gisselle Knowles, Mikkel Storleer Eriksen, Tor Erik Hermansen | 10                                             | The Look of Love – Burt Bacharach Songbook Trijntje Oosterhuis & Metropole Orchestra |                                                |          |